# Liopholis multiscutata
Liopholis multiscutata — вид сцинкоподібних ящірок родини сцинкових (Scincidae). Ендемік Австралії.

## Поширення і екологія
Liopholis multiscutata мешкають в прибережних районах на півдні Західної Австралії, зокрема на Берньє та на інших прибережних островах, на півостровах Ейр і Йорк в Південній Австралії, на острові Кенгуру та на заході Вікторії. Вони живуть на прибережних дюнах і пустищах, в рідколіссях та серед скель.